# Corzuela
Corzuela é uma cidade da Argentina, localizada na província de Chaco.